# أندريه روي (كاتب)
أندريه روي هو ناقد أدبي وصحفي وناقد سينمائي وكاتب وشاعر كندي، ولد في 27 فبراير 1944 في مونتريال في كندا.

## وصلات خارجية
- أندريه روي على موقع الموسوعة البريطانية (الإنجليزية)